# Bjørn Einar Romøren

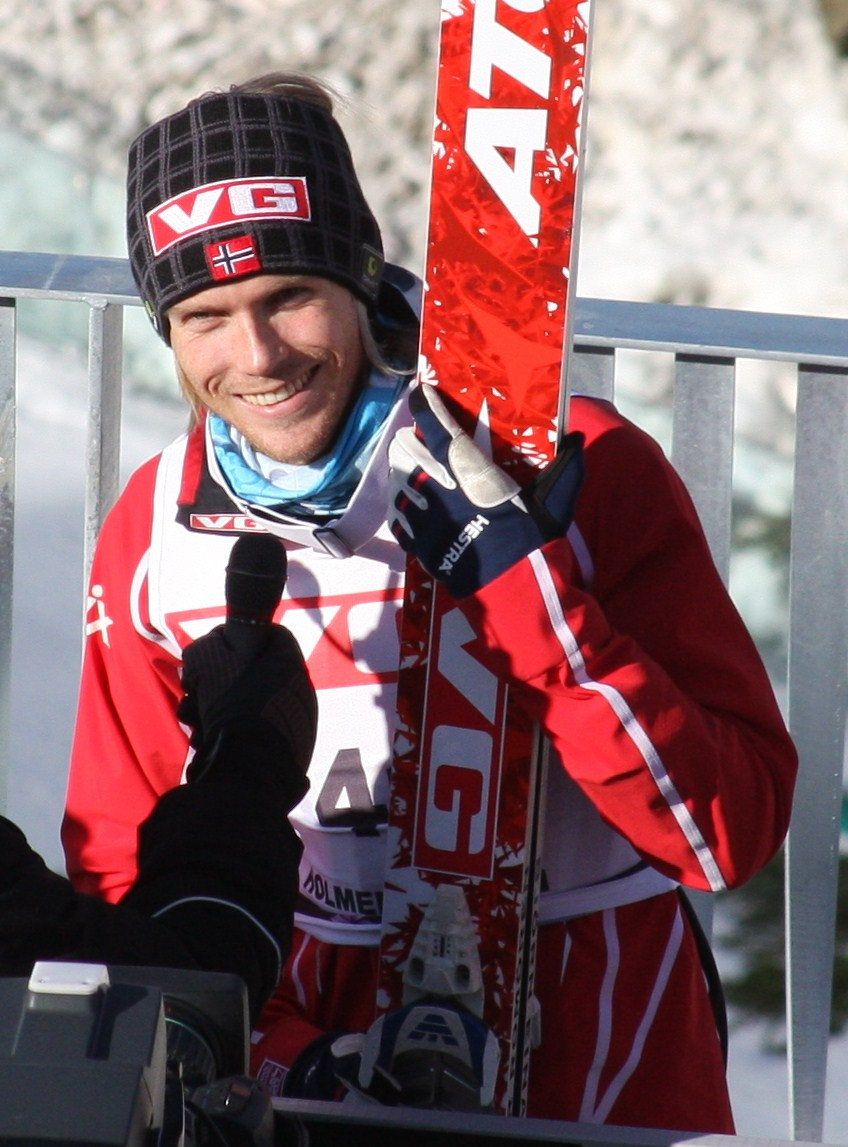
Bjørn Einar Romøren

Bjørn Einar Romøren (* 1. April 1981 in Oslo) ist ein ehemaliger norwegischer Skispringer. Sein größter internationaler Erfolg sind die Weltmeistertitel im Mannschaftswettbewerb bei den Skiflug-Weltmeisterschaften 2004 und 2006. Bei Olympischen Winterspielen konnte er eine, bei Skisprung-Weltmeisterschaften zwei Bronzemedaillen im Mannschaftsspringen erringen. Bei den Weltmeisterschaften 2011 in seiner Heimatstadt Oslo gewann er mit der norwegischen Equipe die Silbermedaille im Mannschaftswettbewerb.

## Werdegang
Im Alter von dreieinhalb Jahren begann Romøren mit dem Skispringen, nachdem er durch seinen älteren Bruder Jan-Erik, der damals ebenfalls Ski sprang, auf diese Sportart aufmerksam wurde. Während seiner Jugend betrieb er zunächst Nordische Kombination, Ski Alpin, Indoor Climbing, tauchte und spielte Tennis, jeweils auf Amateurebene. Mit 12 Jahren sprang er in Lillehammer mit gebrochenem Arm vom Lysgårdsbakken und erreichte dabei mit 115 m erstmals in seiner Karriere eine Weite über 100 m.
An einem Weltcup-Skispringen nahm Romøren, der für den Skiklub Hosle IL sprang, erstmals im Jahr 2001 auf der Flugschanze in Oberstdorf teil. Während der Vierschanzentournee errang er am 6. Januar 2003 in Bischofshofen seinen ersten Weltcupsieg, der zugleich der erste norwegische Sieg bei einem Vierschanzentournee-Springen seit 1994 war. Damit wurde er unter Trainer Mika Kojonkoski zum festen Bestandteil des norwegischen Weltcup-Kaders, mit dem er im selben Jahr bei der Nordischen Ski-WM 2003 im Val di Fiemme die Bronzemedaille im Teamspringen gewann. Die Saison 2002/03 schloss er als 14. der Weltcup-Gesamtwertung ab. Bei der Nordischen Ski-WM 2005 in Oberstdorf gewann Romøren im Mannschaftsspringen von der Großschanze erneut Bronze. 2004 und 2006 wurde er mit der norwegischen Mannschaft jeweils Team-Skiflug-Weltmeister. Bei den Olympischen Spielen 2006 in Turin errang er zusammen mit Lars Bystøl, Tommy Ingebrigtsen und Roar Ljøkelsøy die Bronzemedaille im Teamwettkampf von der Normalschanze. Zudem siegte er bei den norwegischen Meisterschaften Ende Februar 2006 im Einzelspringen und gewann mit dem Team Akershus Silber im Team-Wettbewerb. Am 12. Januar 2008 stürzte er beim Weltcupspringen in Predazzo aus sieben Metern Höhe mit dem Rücken auf den Boden, nachdem sich direkt nach dem Absprung der rechte Ski aus der Bindung gelöst hatte, blieb aber weitgehend unverletzt.
Im Lauf seiner Karriere gewann Romøren im Weltcup acht Einzelspringen und sechs Teamwettbewerbe. Sein bestes Ergebnis in der Weltcup-Gesamtwertung war der dritte Platz in der Saison 2003/04. Außerdem hielt er vom 20. März 2005 bis zum 11. Februar 2011 den Weltrekord im Skifliegen, aufgestellt in Planica mit 239 Metern.
Bei den Olympischen Winterspielen 2010 in Vancouver erreichte er im Springen von der Normalschanze den 23. Platz. Im Jahr 2010 konnte er die norwegische Meisterschaft auf der Normalschanze in Vikersund für sich entscheiden.
Nachdem er im Sommer 2010 unter anderem in Oslo das Continental-Cup-Springen gewonnen und auch beim Skisprung-Grand-Prix in Liberec gute Platzierungen erreicht hatte, startete er in die Saison 2010/11 mit einem zweiten Platz im Teamspringen von Kuusamo. Auch im Einzel konnte er mit dem 15. Platz Weltcup-Punkte gewinnen. Außer in Lillehammer gelang ihm dies auch in den folgenden Weltcup-Springen. Bei der Vierschanzentournee 2010/11 überraschte er mit einem zweiten Platz bei der Qualifikation zum Springen in Innsbruck, konnte aber im Wettbewerb mit der Weltspitze nicht mithalten und landete am Ende auf dem 14. Rang. Die gleiche Platzierung erreichte er auch in Bischofshofen, woraufhin er am Ende auch den 14. Platz in der Gesamtwertung der Tournee erreichte.
Nach der Vierschanzentournee folgten in Harrachov und Zakopane vier Top-10-Platzierungen in fünf Springen. Beim Team-Weltcup in Willingen verpasste er mit der Mannschaft die Podestränge als Vierter nur knapp, konnte aber in gleicher Besetzung eine Woche später in Oberstdorf den zweiten Rang erreichen und musste sich dabei nur dem Team aus Österreich geschlagen geben. Bei der Nordischen Skiweltmeisterschaft 2011 auf seiner Heimschanze in Oslo gewann er gemeinsam mit Anders Jacobsen, Anders Bardal und Tom Hilde im Teamspringen die Silbermedaille.
In den folgenden Weltcup-Springen gewann Romøren erneut wichtige Weltcup-Punkte. Beim Skifliegen in Planica zum Saisonabschluss erreichte er mit der Mannschaft noch einmal den zweiten Rang. Die Saison beendete er auf dem 17. Rang der Weltcup-Gesamtwertung. In die folgende Weltcup-Saison 2011/12 startete er nach wechselnden Ergebnissen im Sommer eher erfolglos ohne Punktgewinn in Lillehammer. Erst in Harrachov konnte er wieder punkten und stand mit der Mannschaft nach dem Teamspringen sogar auf dem ersten Platz. In den folgenden Wochen konnte der mittlerweile 30-Jährige an seine Leistungen nicht mehr anknüpfen. Erst im Februar sprang er in Predazzo wieder unter die besten zehn. Bei der Skiflug-Weltmeisterschaft 2012 in Vikersund verpasste er im Teamfliegen mit der Mannschaft um einen Platz die Medaillenränge und wurde am Ende Vierter. Im Einzelfliegen lag er am Ende auf dem 29. Platz. Nachdem er eine Woche später in Planica die Qualifikation gewonnen hatte, erreichte er in den Einzelfliegen die Plätze zehn und neun und mit der Mannschaft im Teamwettbewerb Rang zwei.
Nachdem er im Sommer eher erfolglos an den Start gegangen war, bestritt er im August 2012 in Hakuba sein für längere Zeit letztes internationales Springen. Als Grund für seine Pause vom Skispringen galten Rückenprobleme, weshalb er sich im Oktober 2012 nach erfolglosen Versuchen einer Behandlung einer Operation unterzog. Obwohl diese erfolgreich verlief, konnte Romøren während der Saison 2012/13 nicht zurückkehren und musste sein Comeback auf den Sommer 2013 verschieben. Romørens Hauptziel waren die Olympischen Winterspiele 2014 in Sotschi, anschließend wollte er seine Karriere beenden. Ende April 2013 wurde bekannt, dass Romøren vorläufig keinen Platz in der norwegischen Nationalmannschaft erhält, dennoch plante er eine Teilnahme an den Olympischen Winterspielen 2014, die sich jedoch nicht erfüllte. Erst im März 2014 wurde er wieder international eingesetzt. Nachdem er am 9. März 2014 das Continental-Cup-Springen in Zakopane gewonnen hatte, erreichte er bei der Skiflug-Weltmeisterschaft im tschechischen Harrachov Platz 18. Seinen letzten Einsatz hatte er beim Weltcup-Springen am 23. März 2014 in Planica, wo er Platz 16 belegte. Anschließend gab er das Ende seiner aktiven Karriere bekannt.

## Privatleben
Romøren studierte Wirtschaft an der BI Norwegian Business School und lebte bei seinen Eltern in Hosle in Bærum. Seit Anfang 2006 besaß er außerdem eine Wohnung im spanischen La Manga, wo er sich bevorzugt zum Golfspielen aufhielt. Seit dem 23. Juli 2006 ist er mit der norwegischen Skirennläuferin Martine Remsøy liiert, die er am 23. Juli 2011 in Schweden heiratete. Er lebt mit seiner Frau und seinem Sohn in Oslo und war seit Oktober 2014 als Marketingmanager, vor allem für den Berich Skispringen, im Norwegischen Ski-Verband tätig. Zuvor hatte er bei seinem Abschied vom Wettkampfsport erklärt, sich in Zukunft mit dem Handel von antikem Holz beschäftigen zu wollen.
Sein Bruder Jan-Erik Romøren (Stagename Nag) ist der Frontman der norwegischen Black-Metal-Band Tsjuder.
Im Juli 2019 wurde bekannt, dass Bjørn Einar Romøren an einem Tumor im Rücken erkrankt ist. Nach etlichen Chemotherapien und Strahlenbehandlungen galt er knapp ein Jahr später als geheilt.

## Erfolge

### Weltcupsiege im Einzel
| Nr. | Datum             | Ort           | Typ           |
| --- | ----------------- | ------------- | ------------- |
| 1.  | 6. Januar 2003    | Bischofshofen | Großschanze   |
| 2.  | 7. März 2004      | Lahti         | Großschanze   |
| 3.  | 10. März 2004     | Kuopio        | Großschanze   |
| 4.  | 20. März 2005     | Planica       | Flugschanze   |
| 5.  | 21. Januar 2006   | Sapporo       | Großschanze   |
| 6.  | 18. März 2006     | Planica       | Flugschanze   |
| 7.  | 17. Februar 2008  | Willingen     | Großschanze   |
| 8.  | 28. November 2009 | Kuusamo       | Normalschanze |

### Weltcupsiege im Team
| Nr. | Datum             | Ort       | Typ         |
| --- | ----------------- | --------- | ----------- |
| 1.  | 15. Februar 2004  | Willingen | Großschanze |
| 2.  | 6. März 2004      | Lahti     | Großschanze |
| 3.  | 5. März 2005      | Lahti     | Großschanze |
| 4.  | 30. November 2007 | Kuusamo   | Großschanze |
| 5.  | 16. Februar 2008  | Willingen | Großschanze |
| 6.  | 15. März 2008     | Planica   | Flugschanze |
| 7.  | 10. Dezember 2011 | Harrachov | Großschanze |

### Grand-Prix-Siege im Einzel
| Nr. | Datum           | Ort        | Typ         |
| --- | --------------- | ---------- | ----------- |
| 1.  | 14. August 2007 | Courchevel | Großschanze |
| 2.  | 16. August 2009 | Einsiedeln | Großschanze |

### Continental-Cup-Siege im Einzel
| Nr. | Datum              | Ort        | Typ           |
| --- | ------------------ | ---------- | ------------- |
| 1.  | 27. August 2000    | Winterberg | Normalschanze |
| 2.  | 19. September 2010 | Oslo       | Normalschanze |
| 3.  | 9. März 2014       | Zakopane   | Großschanze   |

## Statistik

### Weltcup-Platzierungen
| Saison  | Platz | Punkte |
| ------- | ----- | ------ |
| 2002/03 | 14.   | 523    |
| 2003/04 | 03.   | 825    |
| 2004/05 | 14.   | 467    |
| 2005/06 | 06.   | 757    |
| 2006/07 | 29.   | 174    |
| 2007/08 | 11.   | 690    |
| 2008/09 | 34.   | 113    |
| 2009/10 | 09.   | 517    |
| 2010/11 | 17.   | 364    |
| 2011/12 | 32.   | 151    |
| 2013/14 | 74.   | 015    |

### Grand-Prix-Platzierungen
| Saison | Platz | Punkte |
| ------ | ----- | ------ |
| 2001   | 29.   | 053    |
| 2002   | 11.   | 111    |
| 2003   | 43.   | 013    |
| 2004   | 14.   | 121    |
| 2006   | 24.   | 099    |
| 2007   | 22.   | 104    |
| 2008   | 18.   | 102    |
| 2009   | 09.   | 232    |
| 2010   | 20.   | 100    |
| 2011   | 67.   | 015    |
| 2012   | 56.   | 020    |

### Weltrekorde
| #   | Schanze                          | Ort     | Land      | Weite   | aufgestellt am | Rekord bis       |
| --- | -------------------------------- | ------- | --------- | ------- | -------------- | ---------------- |
| 101 | Letalnica bratov Gorišek (HS215) | Planica | Slowenien | 234,5 m | 20. März 2005  | 20. März 2005    |
| 103 | Letalnica bratov Gorišek (HS215) | Planica | Slowenien | 239,0 m | 20. März 2005  | 11. Februar 2011 |